# 우가쇼촌
우가쇼촌(宇賀荘村)은 시마네현 노기군에 있던 촌이다. 현재의 야스기시에 해당한다.